# 坪田文
坪田 文（つぼた ふみ、1983年7月7日 - ）は、日本の脚本家。原作あり・オリジナルに関わらず、ドラマ、アニメ、映画、舞台など、幅広いジャンルの作品に対して脚本を提供している。

## 経歴
岡山県出身。日本大学藝術学部演劇学科劇作コース卒業。日本大学大学院芸術学研究科舞台芸術専攻博士前期課程修了・芸術学修士。在学中に、高橋いさを、斎藤憐の指導を受けた。
2002年7月、女性のみの劇団として「女性には共感を、男性には驚嘆を」をコンセプトとする『空間ゼリー』を主宰し、同劇団の全作品を執筆した。

## 作品

### テレビドラマ
- ずっとずっと愛してた （2008年、KBC）
- おちゃべり 第13話（2009年、TBS）
- 時々迷々「ウソ・ウソ・ウソ」（2010年、NHK教育テレビ）
- 時々迷々「いくらに見える?」「友達ランキング」（2011年、NHK教育テレビ）
- 祝女 （2012年、NHK）
- 開拓者たち （2012年、NHK）
- 黒の女教師 第8話（2012年、TBS）
- 私と彼とおしゃべりクルマ（2012年、CX）
- 半沢直樹（2013年、TBS）脚本協力
- ライドライドライド（2014年、NHK BSプレミアム）
- マッサン（2014年、NHK）脚本協力
- マッサン スピンオフ 後編「たそがれ好子〜女三人寄れば姦(かしま)しい〜」（2015年 NHK BSプレミアム）
- HEAT（2015年、KTV・CX系全国ネット）
- オンナミチ（2015年、NHK BSプレミアム）
- コウノドリ 第7話・第8話（2015年、TBS）
- スター☆コンチェルト〜オレとキミのアイドル道〜（2017年、メ〜テレ・TOKYO MX）原案・脚本[3]
- コウノドリ（2017年 TBS）
- 島耕作シリーズ35周年企画 部長 風花凜子の恋 〜会長島耕作 特別編〜（2018年、NTV）[4]
- モトカレマニア（2019年、フジテレビ）
- おじさんはカワイイものがお好き。（2020年、NTV） - 劇伴『おじさんはカワイイものがお好き。 Original Soundtrack』で作詞も担当
- だから私はメイクする（2020年、テレビ東京）
- RISKY（2021年、MBS）
- カラフラブル（2021年、YTV）
- 武士スタント逢坂くん!（2021年、NTV）
- 美しい彼（2021年、MBS）
- サワコ 〜それは、果てなき復讐（2022年、BS-TBS）
- 探偵ロマンス（2023年、NHK）[5]
- 美しい彼 シーズン2（2023年、MBS）
- 初恋、ざらり（2023年、テレビ東京）
- 君とゆきて咲く〜新選組青春録〜（2024年、テレビ朝日）[6]
- コトコト〜おいしい心と出会う旅〜（2025年、NHK総合）
- 19番目のカルテ（2025年、TBS）

### 配信ドラマ
- 金魚妻（2022年、Netflix）[7]

### テレビアニメ
- 極上!!めちゃモテ委員長（2009年 TX）
- 極上!!めちゃモテ委員長セカンドコレクション（2010年 TX）
- 解決!しげちゃんねる（2011年 KSB）
- おかぁさんはエコアイドル!?（2011年 KSB）シリーズ構成
- ひめチェン！おとぎちっくアイドル リルぷりっのりのり♪のりスタ! 版（2011年 TX）シリーズ構成
- プリティーリズム・オーロラドリーム（2011年 TX）
- プリティーリズム・ディアマイフューチャー（2012年 TX）シリーズ構成補
- プリティーリズム・レインボーライブ（2013年 TX）シリーズ構成
- ディスク・ウォーズ:アベンジャーズ（2014年 TX）
- リルリルフェアリル 〜妖精のドア〜（2016年 TX）
- 魔法つかいプリキュア!（2016年 ABC / ANN）
- 12歳。〜ちっちゃなムネのトキメキ〜（2016年 MX）シリーズ構成
- ナンバカ（2016年 MBS）
- キラキラ☆プリキュアアラモード（2017年 ABC / ANN）
- リルリルフェアリル〜魔法の鏡〜（2017年 TX）
- マーベル フューチャー・アベンジャーズ（2017年 Dlife）
- からかい上手の高木さん（2018年 TOKYO MX）
- HUGっと!プリキュア（2018年 ABC / ANN）シリーズ構成（全49話中23本執筆、1本は田中仁と共同）・絵コンテ（1本・佐藤順一、座古明史と共同）
- KING OF PRISM -Shiny Seven Stars-（2019年 TX）
- 彼女、お借りします（2020年 MBS）
- ワッチャプリマジ!（2021年 TX）シリーズ構成[8]、脚本
- 彼女、お借りします　第２期（2022年、MBS）

### 映画
- 家に帰ると妻が必ず死んだふりをしています。（2018年)脚本
- ねことじいちゃん（2019年）脚本
- 私はいったい、何と闘っているのか（2021年）脚本
- ずっと独身でいるつもり?（2021年）脚本
- 美しい彼〜special　edit　version〜（2023年）脚本
- 劇場版 美しい彼〜eternal〜（2023年）脚本
- 人生に詰んだ元アイドルは、赤の他人のおっさんと住む選択をした（2023年）

### 劇場アニメ
- 映画 プリキュアドリームスターズ!（2017年)脚本
- 金の国 水の国（2023年）脚本

### ゲーム
- プリティーリズム・マイ☆デコレインボーウエディング（2013年）シナリオ
- プリティーリズム・レインボーライブ きらきらマイ☆デザイン（2013年）シナリオ
- プリパラ&プリティーリズム プリパラでつかえるおしゃれアイテム1450!（2015年）シナリオ
- KING OF PRISM プリズムラッシュ！LIVE（2017年）シナリオ

### ラジオドラマ
- 劇ラヂ！ライブ （2012年 NHKラジオ第1放送）「想い彩り」
- 劇ラヂ！ライブ （2014年 NHKラジオ第1放送）「ビストロノザキ」

### 舞台
- 2003年2月 - 2011年7月 空間ゼリー全作品（12作品）
- 2008年11月「猫目倶楽部」三好絵梨香主演
- 2008年12月「空間ゼリーの夏の夜の夢」浅利陽介主演
- 2008年3月「クーロンの法則」山口翔吾主演
- 2009年11月「恋するハローキティ」真野恵里菜主演
- 2009年7月「猫目倶楽部2」三好絵梨香主演
- 2009年7月「UNO:R」メロン記念日主演
- 2010年6月「ファッショナブル」モーニング娘。主演
- 2010年8月「おばぁちゃん家のカレーライス」スマイレージ主演
- 2011年7月「Q-あなたはだぁれ?-」ゆいかおり主演
- 2012年7月「みのり」新垣里沙主演
- 2014年11月 演劇女子部 「ミュージカル 恋するハローキティ」Juice=Juice主演
- 2016年2月 「ライブミュージカル「プリパラ」み〜んなにとどけ!プリズム☆ボイス」
- 2016年3月 「暁のヨナ」
- 2016年6月 「続・11人いる! 東の地平・西の永遠」モーニング娘。'16主演
- 2017年1月 「ライブミュージカル「プリパラ」み〜んなにとどけ！プリズム☆ボイス2017」
- 2017年1月 有川浩原作　朗読劇「旅猫リポート」[9]
- 2018年6月 「『銀河鉄道999』〜〜GALAXY OPERA〜」中川晃教主演
- 2018年12月 「遙かなる時空の中で3」

### 動画配信
- Kiss 〜最強のクチビル〜 （2007年 ヴィジョンファクトリー）

### 小説
- 超短編の世界Vol.1（2008年創英社）ゲスト執筆

### 出演
- シャキーン!（2009年 NHK）
- Peaky SALTのイトシセツナレイディオ（2009年 エフエム東京）レギュラーナビゲーター
- RADIPEDIA（2010年 J-WAVE）